# Cabbagetown
Cabbagetown – jedna z dzielnic kanadyjskiego miasta Toronto.

## Nazwa
Osiedlający się tu biedni emigranci z Irlandii sadzili w ogródkach przed domami kapustę (ang. cabbage) w takich ilościach, że dzielnicę utożsamiono z tym warzywem.
Dziś większości mieszkańców powodzi się dobrze, a przed wiktoriańskimi domkami sadzone są setki kolorowych kwiatów. Zdarza się kapusta, ale tylko z tych ozdobnych. Nikt obecnie nie wstydzi się symbolu biedy – kapustę umieszczono nawet na fladze dzielnicy.

## Atrakcje turystyczne
Najcenniejszymi obiektami w Cabbagetown są domy mieszkalne o znaczeniu historycznym. Ponoć tu znajduje się największa koncentracja domów z okresu wiktoriańskiego.Niektóre z domów są udostępniane dla zwiedzających podczas organizowanych dni otwartych, festiwali i Doors Open Toronto w maju. W niektórych z domów zachowały się do dziś unikalne cynowe zdobione sufity, które w XIX wieku tłoczono w fabrykach, a następnie montowano i malowano w domach.
Dzielnica organizuje tygodniowy Cabbagetown Festival we wrześniu, z występami muzycznymi, przeglądem filmów, wystawą psów, targiem, itd. Jest to najstarsza feta dzielnicowa w Toronto.
W Cabbagetown jest także wiele restauracji i kawiarni o międzynarodowym charakterze, najwięcej przy Parliament/Carlton. Od północy blisko jest do parkowej dzielnicy Rosedale. Na wschodnim obrzeżu znajduje się stary cmentarz Necropolis, gdzie pochowano m.in. Williama Lyona Mackenzie oraz George’a Browna. Jest to najstarszy cmentarz miasta. Obok park Riverdale z „farmą”, na której żyją różne wiejskie zwierzęta. Kiedyś mieściło się tu pierwsze ZOO w Toronto. Farma cieszy się popularnością zwłaszcza wśród dzieci. W Cabbagetown znajduje się także jedno z 6 osiedli chińskich oraz budynek historycznego więzienia Don Jail z 1859
Najbardziej znanym gościem jednego z hoteli w Cabbagetown był Ernest Hemingway. Pisarz przebywał w Toronto w latach 20. i pracował dla lokalnej gazety The Toronto Star. Pokój 301 jest znany jako Hemingway Suite.